# Carlingford
Carlingford (irisch Cairlinn, von altnordisch Kerlingfjorðr, dt. Fjord der Hexe) ist eine Stadt im County Louth in der Republik Irland.

## Lage und Verkehrsanbindung
Die Stadt liegt am nordöstlichen Ende der Cooley-Halbinsel am Fuße des 588 m hohen Slieve Foy und am Ufer des Carlingford Loughs. Auf der gegenüberliegenden Seite befindet sich das zu Nordirland gehörende County Down.
Von 1876 bis 1952 war Carlingford mit einer Bahnlinie nach Dundalk und Newry an das Bahnnetz angeschlossen.
Heute (Stand Dezember 2020) wird die Stadt mehrmals täglich Richtung Dundalk und Newry durch die Linie 161 der nationalen Transportgesellschaft Bus Éireann bedient.

## Einwohnerentwicklung
Die Zahl der Einwohner nahm nach 2006 stark zu.
| 1991 | 1996 | 2001 | 2006 | 2011 | 2016 | 2022 |
| ---- | ---- | ---- | ---- | ---- | ---- | ---- |
| 650  | 647  | 604  | 623  | 1045 | 1445 | 1528 |

## Gründung
Der Name deutet auf eine Wikingersiedlung hin; die heutige Stadt entwickelte sich aber um das King John’s Castle. Dies wurde Ende des 12. Jahrhunderts von Hugh de Lacy erbaut und erhielt seinen Namen nach King John, der vermutlich 1210 drei Tage hier verweilte.

## Sehenswürdigkeiten
- Die Ruine des King John’s Castle aus dem späten 12. Jahrhundert[5]
- Die Ruine des Dominikanerklosters; angeblich 1305 durch Richard de Burgh gegründet[5]
- Ein Tower House aus dem 15. Jahrhundert (The Mint)[5]
- Ein erhaltenes Stadttor (The Tholsel)[5]

## Trivia
Der Folksänger und Songwriter Tommy Makem schrieb das Lied Farewell to Carlingford, das von verschiedenen Gruppen gesungen wird.

## Persönlichkeiten
- Thomas D’Arcy McGee (1825–1868), Politiker, Autor, Herausgeber und Journalist